# Krążowniki pancerne typu Roon
Krążowniki pancerne typu Roon – typ dwóch niemieckich krążowników pancernych (według oficjalnej nomenklatury wielkich krążowników, niem.: Große Kreuzer), zbudowanych w latach 1902–1906 dla Kaiserliche Marine: „Roon” i „Yorck”. Były rozwinięciem projektu wcześniejszego typu Prinz Adalbert, od którego różniły się zewnętrznie zastosowaniem czterech kominów w miejsce trzech. Po rozpoczęciu służby obydwa okręty weszły w skład sił rozpoznawczych Hochseeflotte. Wraz z zasilaniem marynarki cesarskiej przez nowocześniejsze jednostki były przesunięte do rezerwy, by powrócić do linii po wybuchu I wojny światowej. Wojenna służba „Yorcka” nie trwała długo: zatonął 4 listopada 1914 roku po wejściu na własne pole minowe na podejściach do Wilhelmshaven, z dużymi stratami w załodze. „Roon” był wykorzystywany głównie do drugorzędnych zadań, by w 1916 roku zostać wycofanym i rozbrojonym. Istniały plany przebudowy go na krążownik lotniczy, ale nie zostały zrealizowane. Ostatecznie okręt złomowano w 1921 roku.

## Projektowanie i budowa
Prace projektowe nad nowym typem krążowników pancernych dla Kaiserliche Marine, kolejnym w linii rozwojowej wywodzącej się od „Fürst Bismarck” i wcześniejszych krążowników pancernopokładowych typu Victoria Louise, były prowadzone przez biuro konstrukcyjne marynarki w 1901 roku. Ich konstrukcja oparta była na planach bezpośrednich poprzedników: dwóch jednostek typu Prinz Adalbert, z niewielkimi zmianami, z których najważniejszą było zastosowanie 16 kotłów zamiast 14, co wymusiło powiększenie liczby kominów do czterech. Dzięki tej modyfikacji prędkość maksymalna wzrosła o jeden węzeł, do 21. Ponadto nowe okręty były nieco większe i miały inaczej rozplanowany pancerz. Podobnie jak większość niemieckich konstrukcji tego okresu, dysponowały słabszą artylerią głównego, a zdecydowanie mocniejszą średniego kalibru od zagranicznych odpowiedników.
Zgodnie z obowiązującą w marynarce cesarskiej praktyką, krążowniki zostały zamówione jako zastępstwo dla starszych jednostek, przewidzianych do wycofania, w tym przypadku dwóch fregat pancernych. Stępkę pod pierwszy z nich, nazwany podczas budowy „Ersatz Kaiser”, położono 1 lipca 1902 roku w Kaiserliche Werft w Kilonii. Budowę drugiego, „Ersatz Deutschland”, zlecono stoczni koncernu Blohm & Voss w Hamburgu i rozpoczęto ją w lutym 1903 roku. Ceremonie wodowania odbyły się odpowiednio 27 czerwca 1903 i 14 maja 1904 roku. Okręty otrzymały nazwy „Roon” i „Yorck”, dla uczczenia pruskich feldmarszałków Albrechta von Roona i Johanna Ludwiga Yorcka von Wartenburg. Prace wykończeniowe na „Roonie” przeciągały się, co spowodowało, że jako pierwszy wszedł do służby krążownik budowany w Hamburgu. Ostatecznie przekazanie okrętu przez Kaiserliche Werft nastąpiło 5 kwietnia 1906 roku, po 34 miesiącach od wodowania.
Całkowity koszt budowy „Roona” wyniósł 15 347 000, zaś „Yorcka” 16 241 000 ówczesnych marek.

## Konstrukcja

### Charakterystyka ogólna
Całkowita długość krążowników wynosiła 127,8 m (na konstrukcyjnej linii wodnej 127,3 m; między pionami 123 m), szerokość maksymalna 20,23 m, wyporność konstrukcyjna 9533 tony, pełna 10 266 ton metrycznych. Średnie projektowane zanurzenie przy wyporności konstrukcyjnej miało wynosić 7,33 m, faktycznie osiągało 7,76 m na dziobie i 7,73 m na rufie. Wysokość burty na śródokręciu, mierzona na 48 wrędze, liczyła 12,14 m.
Krążowniki typu Roon miały typową dla niemieckich okrętów konstrukcję, opartą na wzdłużno-poprzecznym układzie wiązań. Grodzie poprzeczne dzieliły kadłub na 12 przedziałów wodoszczelnych, podwójne dno obejmowało 60% długości okrętu. Obie jednostki miały dobre właściwości żeglugowe, szczególnie przy pełnych bunkrach paliwowych oraz dobrą sterowność.
Według etatów, załoga każdego okrętu miała liczyć 35 oficerów oraz 598 podoficerów i marynarzy. W przypadku pełnienia przez nie funkcji okrętu flagowego przewidziano możliwość zaokrętowania dziewięciu dalszych oficerów i 44 marynarzy na „Roonie”, a 13 oficerów i 62 marynarzy na „Yorcku”. Każdy z krążowników dysponował zestawem różnych łodzi okrętowych (łącznie 13), wśród których znajdowały się między innymi: kuter admiralski, barkas, dwa welboty, dwie łodzie robocze oraz inne, mniejsze jednostki.

### Urządzenia napędowe
Napęd okrętów typu Roon stanowiły trzy pionowe, trójcylindrowe maszyny parowe potrójnego rozprężania o projektowanej indykowanej mocy 19 000 KM, umieszczone w trzech osobnych maszynowniach i napędzające trzy śruby o średnicy 4,5 (środkowa) oraz 4,8 (zewnętrzne) metra. Zapewniały one prędkość maksymalną 21 węzłów. Faktyczna moc maszyn na próbach wyniosła 20 625 KM dla „Roona” i 20 031 KM dla „Yorcka”, co pozwoliło uzyskać prędkości maksymalne odpowiednio 21,143 węzła oraz 21,43 węzła. Parę do maszyn dostarczało 16 czteropaleniskowych kotłów parowych produkcji Düsseldorf-Ratinger Röhrenkesselfabrik, opalanych węglem, o maksymalnym ciśnieniu roboczym 15,5 at, znajdujące się w czterech kotłowniach, rozmieszczonych jedna za drugą na śródokręciu. Spaliny były odprowadzane przez cztery kominy o okrągłym przekroju. Okręty wyposażone były w pojedynczy ster o maksymalnym wychyleniu 40°. Na przełomie lat 1908 i 1909 w paleniskach zainstalowano dodatkowo rozpylacze paliwa płynnego, którego maksymalny zapas wynosił 207 ton.
Normalny zapas paliwa kotłowego wynosił 750 ton, maksymalny 1570 ton, co pozwalało przepłynąć 4200 mil morskich przy prędkości ekonomicznej 12 węzłów. Energię elektryczną dla instalacji o napięciu 110 V dostarczały cztery turbogeneratory o łącznej mocy 260 kW.

### Uzbrojenie
Artylerię głównego kalibru stanowiły cztery działa 21 cm SK L/40, w dwóch wieżach artyleryjskich na pokładach dziobowym i rufowym, w linii symetrii kadłuba, z zapasem 300, później 380 pocisków. Sektor ostrzału każdej z wież wynosił 270°, maksymalny kąt podniesienia luf 30°, co pozwalało uzyskać donośność około 8000 m.
Artyleria średnia składała się z dziesięciu dział 15 cm SK L/40, zgrupowanych na dwóch pokładach bateryjnych śródokręcia. Górny poziom tworzyły po dwie jednodziałowe wieże artyleryjskie o sektorze ostrzału 160°, dolny trzy działa w kazamatach o sektorze ostrzału 130° na każdej z burt. Kazamaty na niższym poziomie były zalewane wodą przy złym stanie morza, co czyniło problematycznym prowadzenie z nich ognia w takich warunkach. Zapas amunicji 150 mm wynosił łącznie 1600 sztuk.
Artylerię uzupełniało 14 dział szybkostrzelnych 8,8 cm SK L/35 z zapasem 2100 sztuk amunicji oraz cztery karabiny maszynowe kal. 8 mm na marsach z zapasem 10 000 nabojów. Każdy z okrętów dysponował czterema podwodnymi wyrzutniami torpedowymi kal. 450 mm (dziobową, dwoma burtowymi i rufową), z łącznym zapasem 11 torped.
Oddział desantowy zaokrętowany na każdym z krążowników był uzbrojony w działo desantowe kal. 60 mm na lawecie kołowej, z możliwością ustawienia go na łodzi okrętowej oraz broń ręczną: 297 karabinów powtarzalnych i 80 pistoletów.

### Opancerzenie
Opancerzenie krążowników wykonano w całości ze stali Kruppa. Jego głównym elementem był burtowy pas pancerny na linii wodnej o grubości maksymalnej 100 mm, na skrajach po 80 mm, chroniący najważniejsze mechanizmy okrętowe. Składał się on z płyt pancernych umocowanych na podkładzie z drewna tekowego grubości 55 mm. Główny pokład pancerny miał grubość od 40 do 60 mm w części poziomej i od 40 do 50 mm na skosach łączących go z pasem burtowym. W rejonie kazamat dział kal. 150 mm pokład pancerny został pogrubiony do maksymalnie 100 mm. Dodatkowe zabezpieczenie stanowiły rozmieszczone wzdłuż burt zasobnie (bunkry) węglowe.
Wieże artylerii głównego kalibru miały pancerz grubości 100–150 mm w partiach pionowych i 30 mm na dachach. Dziobowa wieża dowodzenia była opancerzona płytami 150 mm na ścianach i 30 mm na dachu, rufowa odpowiednio 80 mm i 20 mm.

## Losy jednostek

### SMS „Roon”
Stępkę pod budowę przyszłego „Roona” położono 1 lipca 1902 roku w Kaiserliche Werft w Kilonii (numer budowy 28), jako „Ersatz Kaiser”, następcę planowanej do wycofania fregaty pancernej „Kaiser”. Wodowanie odbyło się 27 czerwca 1903 roku, zaś przekazanie jednostki do służby 5 kwietnia 1906 roku. Krążownik wszedł w skład 3. Grupy Rozpoznawczej (3. Aufklärungsgruppe). W 1912 roku został przeniesiony do rezerwy, zastąpiony w linii przez nowy krążownik liniowy „Moltke”.
Po wybuchu I wojny światowej okręt został reaktywowany i powrócił do składu 3. Grupy Rozpoznawczej. Brał ograniczony udział w działaniach wojennych, między innymi jako część zespołu rozpoznawczego sił głównych Hochseeflotte podczas ataku na Scarborough, Hartlepool i Whitby w grudniu 1914 roku oraz w bombardowaniu pozycji rosyjskich na wybrzeżu Bałtyku w roku następnym. 2 lipca 1915 roku uczestniczył w bitwie koło Östergarnu, odnosząc uszkodzenia.
Rozbrojony w 1916 roku, został przeznaczony do użytku jako hulk mieszkalny w Kilonii. W tym czasie powstał, nigdy niezrealizowany, projekt przebudowy „Roona” na krążownik-transportowiec wodnosamolotów, z hangarem na cztery płatowce, uzbrojony w sześć dział kal. 150 mm i sześć armat przeciwlotniczych kal. 88 mm. Skreślony z listy floty 25 listopada 1920 roku, został złomowany w roku następnym w Kilonii-Nordmole.

### SMS „Yorck”
Budowę „Ersatz Deutschland” (następcę fregaty pancernej „Deutschland”) rozpoczęto w lutym 1903 roku w stoczni Blohm & Voss w Hamburgu (numer stoczniowy 167), wodowanie odbyło się 14 maja 1904 roku, zaś przekazanie okrętu do służby 21 listopada 1905 roku. Podobnie jak „Roon”, także „Yorck” wszedł w skład 3. Grupy Rozpoznawczej, służąc przez pewien czas jako jej okręt flagowy. Odstawiony do rezerwy 21 maja 1913 roku, został reaktywowany po wybuchu I wojny światowej, znów w 3. Grupie Rozpoznawczej.
4 listopada 1914 roku, w gęstej mgle, krążownik wszedł na własne pole minowe na podejściach do Wilhelmshaven i zatonął w wyniku podwójnej eksplozji wraz z 336 członkami załogi. Większość wraku została rozebrana w miejscu zatonięcia i złomowana pod koniec lat 20., reszta w 1965 i 1982 roku.